# ダントツ林の午後はどーんとマインド!
ダントツ林の午後はどーんとマインド!（ダントツはやしのごごはどーんとマインド）はTBSラジオのラジオ番組。1994年10月4日（火曜日）から1995年10月6日まで放送。通称はどんマイ

## 概要
1994年9月まで放送した『林美雄アフタヌーン 〜オーレ!チンタラ歌謡族』がリニューアル。前番組から引き続き、パーソナリティを務めた林美雄のキャラクターを活かした平日帯 昼ワイド番組。当番組の基本コンセプトは「マインドある放送」。ヒット歌謡曲と各種情報、現金つかみ取りの中継コーナーからお色気トークまで、様々なコーナや要素で番組を構成した。
1995年4月からの番組タイトルは月曜日 - 木曜日は『美雄と千絵の午後はどーんとマインド!』、金曜日は『美雄とマサコの午後はどーんとマインド!』に変更。
前番組に続き、直前の時間帯（12:00 - 13:00）の番組は小島一慶がパーソナリティを務める『おまたせ一慶まっぴるま!』で、かつての夜ワイド番組『一慶・美雄の夜はともだち』で一緒だった林と小島の番組を続けて編成した。

## 放送時間
- 毎週月曜 - 金曜 13:00 - 16:00

## レギュラー出演者
- パーソナリティ：林美雄（TBSアナウンサー(当時)）
- アシスタント
  - 小林千絵（月曜 - 水曜 → 1995年4月からは月曜 - 木曜）
  - クミコ（木曜、1994年10月 - 1995年3月）
  - 進藤晶子（TBSアナウンサー(当時)、金曜）

## タイムテーブル
（出典：）
- 13:00　林美雄のTOPIC 十番勝負
- 13:10　おんなの気持ち
- 13:20　ラジオDE どーんと太っ腹
- 13:25　首都圏 交通情報
- 13:30　どんマイ世の中 ZOOM UP!
- 13:45　パーソナリティ コーナー
- 13:50　交通情報、TBSニュース
- 14:00　林美雄の2時のヒーロー
- 14:25　首都圏 交通情報、ダイヤル119番
- 14:30　がっぽり! ドル箱ジャーナル
- 14:40　パーソナリティ コーナー
- 14:45　ヒゲタ醤油 まんぷく探偵団
- 14:55　交通情報、TBSニュース
- 15:00　ミュージックキャラバン（三増紋之助、羽賀たみこ）
- 15:20　日本列島ほっと通信
- 15:25　首都圏 交通情報
- 15:30　すすめ! エナジー探検隊、パーソナリティ コーナー、毎日タウン情報
- 15:45　太田裕美のチャレンジ親子
- 15:55　TBSニュース、エンディング